# Hohe Mark (Taunus)
Die Hohe Mark war eine mittelalterliche Markgenossenschaft zur Waldnutzung im Taunus, die bis zum Anfang des 19. Jahrhunderts bestand. Die Hohe Mark erstreckte sich vom Taunuskamm bis zur Saalburg und in die Ebene der Niddaau, die Markorte lagen alle nördlich der Nidda.

## Geschichte
Die erste urkundliche Erwähnung stammt aus einer Schenkungsurkunde aus dem Jahr 1334. Weistümer, also Aufzeichnungen von Rechtssprüchen, der Hohen Mark sind ab 1401 überliefert. Territorial gehörte die Hohe Mark zum Amt Homburg.

## Angehörigkeit
Die Hohe Mark war ein Verbund von Haushalten, die zur gemeinsamen Nutzung des Waldes und zur rechtlichen Regelung dieser Nutzung befugt waren. Die Haushalte waren die Träger dieser Rechte, nicht die Siedlungen, in denen sie sich befanden. Markberechtigt war jede Person, die ein Haus im Gebiet der Mark hatte. Das umfasste Edelleute, Priester, Stadtbürger, freie und leibeigene Bauern, auswärtige Landbesitzer mit ihren Landsiedeln, die de jure in der Mark ohne Ansehen des Standes gleichberechtigt auftraten.
Kriterien für die Markberechtigung waren Gemeindeangehörigkeit und selbstständiger Haushalt. Die einzelnen Gemeinden waren bei Aufnahme von Bürgern autonom. Neubürger mussten nicht von der Markversammlung aufgenommen werden, sondern wurden durch die Gemeindeaufnahme auch Mitglieder der Mark. Eine Aufnahme durch die Versammlung war nur bei der Wiederaufnahme Verstoßener nötig. Im 16. Jahrhundert begann sich die Zugehörigkeit zur Mark abzuschließen, so dass neue Markmitglieder auch vom Märkerding aufgenommen werden mussten. Randgruppen wie die Juden gehörten nicht zur Markgemeinschaft. Markmitglieder mussten über einen „eigenen Rauch“ verfügen. Das umfasste auch gemietete Häuser oder mehrere Haushaltungen unter einem Dach. Auch Witwen von Mitgliedern waren vollwertige Mitglieder. Der „eigene Rauch“ erlosch bei Aufgabe oder Abriss des Gebäudes.

## Grenzziehung
Die Grenzen der Mark wurden alle 15 bis 30 Jahre von einer Gruppe von Märkern durch Grenzgänge bestätigt. Dabei handelte es sich um einen ritualisierten Akt mit Rechtsgültigkeit. Beispielsweise veränderte 1565 eine Gruppe von Märkern die Grenze der Mark, indem sie vom Weg des Grenzgangs abwich. Immer wieder versuchten ganze Gemeinden oder einzelne Märker, Flächen aus dem Markverbund auszugliedern und an sich zu reißen. Als Grenzzeichen dienten zunächst so genannte „Lochbäume“, Bäume mit Kerben in Kniehöhe. Im 16. Jahrhundert wurden Grenzsteine gesetzt.

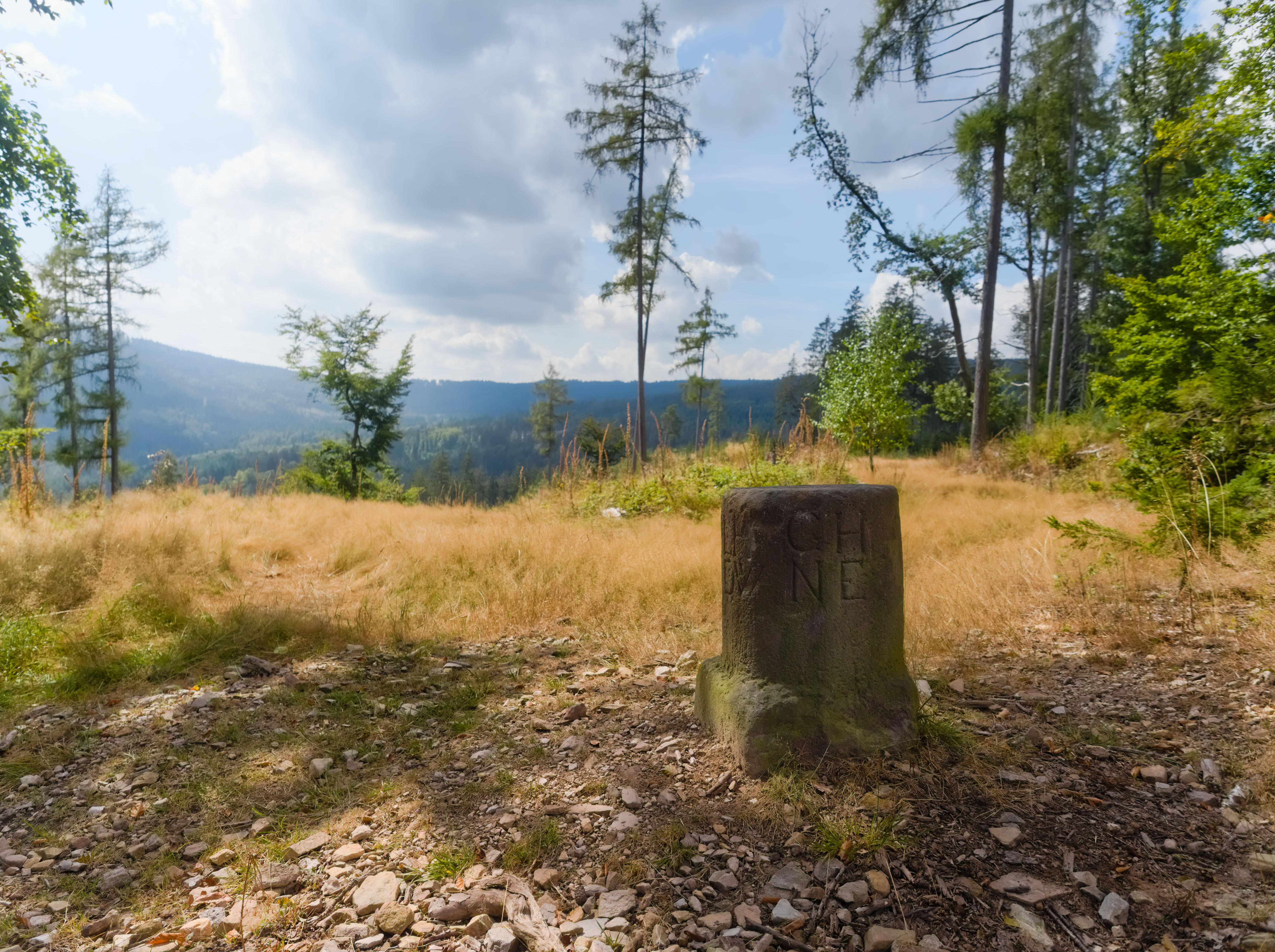
Der Viermärker am Südhang des Kolbenberges

Der bedeutendste dieser Grenzsteine ist der im Jahr 1829 errichtete Viermärker rund 1,5 Kilometer unterhalb des Sandplackens. Laut Initialen fielen folgende Grenzen dort zusammen: LH = Landgrafschaft Hessen-Homburg, GH = Großherzogtum Hessen-Darmstadt, KH = Kurfürstentum Hessen, F  = Freie Stadt Frankfurt (Hohemarkverband). Die zusätzliche Bezeichnung DW steht für Domänenwald.
Bei den Gebieten innerhalb der Grenzen handelte es sich nicht restlos um Mark-Gebiete. So waren manche Flächen, die zur Feldgemarkung der einzelnen Mitgliedsgemeinden gehörten, von der Verwaltung durch die Gemeinschaft ausgeschlossen und befanden sich unter der alleinigen Kontrolle der jeweiligen Gemeinde. Dazu kamen kleinere Flächen, die nur von einem Teil der Markmitglieder genossenschaftlich genutzt wurden. Diese Grundstücke, bei denen es sich hauptsächlich um Wiesen handelte, besaßen eigene Nutzungsregelungen und spezielle Versammlungen der an ihnen beteiligten Genossen. Beispiele sind gemeinsame Koppelweide der Markdörfer Vilbel, Massenheim und Harheim sowie eine Weide auf dem Schindberg, die sich Oberursel und Oberstedten teilten. Auch die „Aue“, der Ort des Märkerdings, gehörte Oberursel und Bommersheim gemeinsam.
Durch markberechtigte Einwohner waren über die meiste Zeit der Existenz der Hohen Mark die Orte Homburg, Oberstedten, Niederstedten, Oberursel, Stierstadt, Bommersheim, Niederbommersheim, Weißkirchen, Kalbach, Gattenhofen, Hausen, Mittelstedten, Harheim, Kirdorf, Vilbel, Dornholzhausen, Gonzenheim, Ober-Eschbach, Nieder-Eschbach, Massenheim, Steinbach, Praunheim, Bonames, Niedererlenbach, Dortelweil, Niederursel, Weil, Brombach, Reifenberg, Hattstein, Arnoldshain, Schmitten im Taunus und Heddernheim deren Mitglieder.

## Markversammlungen

### Märkerding

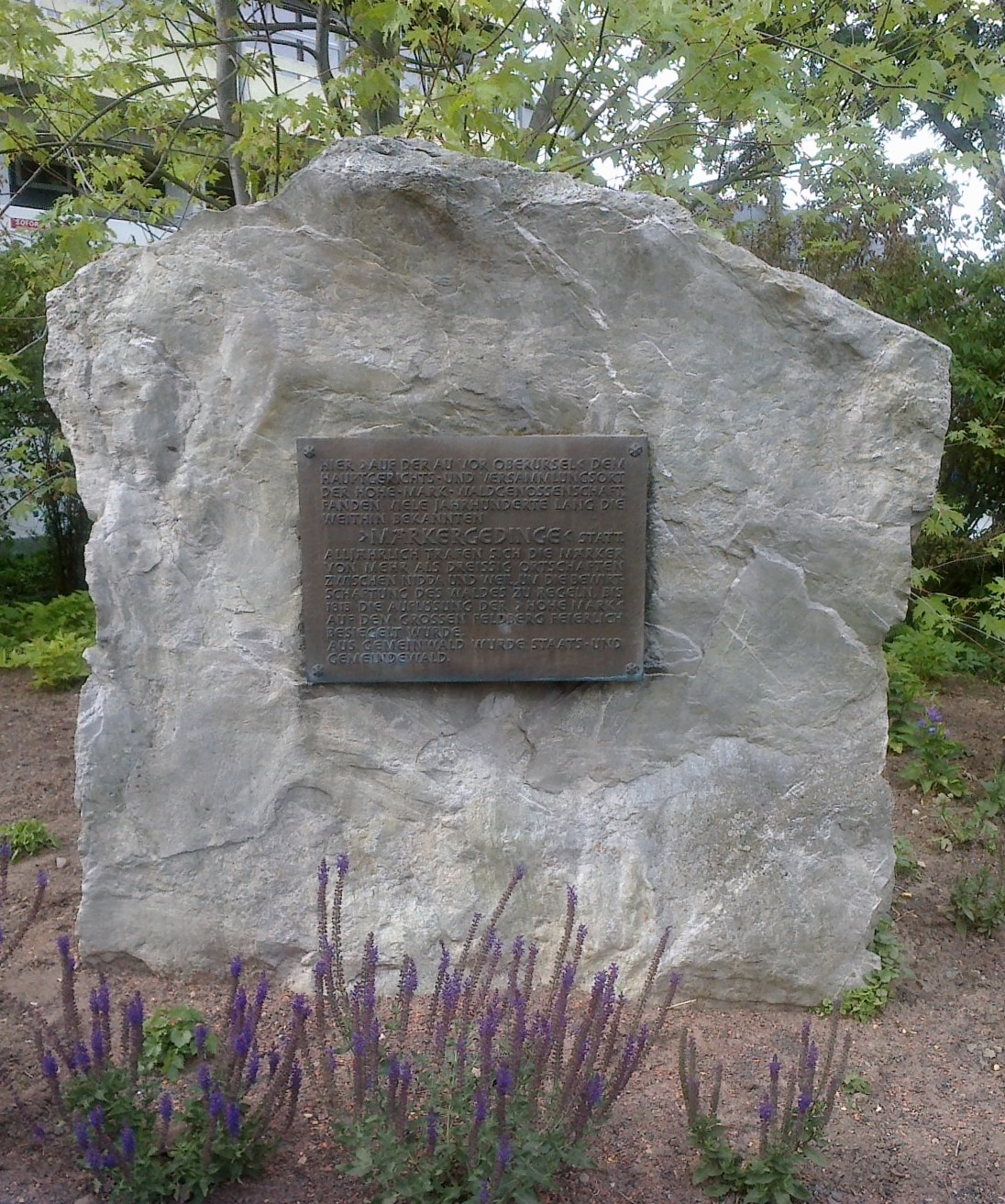
Gedenkstein an das Märkerding der Hohe Mark in Oberursel

Das wichtigste Organ der Mark war das Märkerding. Es war zugleich ein Gericht, das Rechtsfragen im Zuständigkeitsbereich der Mark verhandelte, und Vollversammlung aller Markmitglieder. Das Märkerding trat östlich von Oberursel auf der „Aue“ (heute Adenauerallee) zusammen. Tagungstermin war zunächst der 25. November, ab 1484 der Mittwoch nach Pfingsten. Zusätzlich gab es außerordentliche Märkerdinge zu verschiedenen Anlässen. Am häufigsten waren Dinge am Matthäitag (21. September), die die Förster in Jahren mit vielen Eicheln oder Bucheckern einberiefen, um den Eintrieb von Schweinen zur Eichelmast zu regeln.
Die ordentlichen Märkerdinge wurden vom Waldboten einberufen. Bis ins 15. Jahrhundert herrschte Anwesenheitspflicht der Märker, danach nur noch bei außerordentlichen Märkerdingen. Abwesenheit wurde mit Geldstrafen geahndet. Auch Gutsbesitzer, die Ländereien in der Mark im Landsiedelrecht vergeben hatten, durften mit ihren Landsiedeln erscheinen. Die Landesherren, deren Untertanen Markgenossen waren, schickten ebenfalls Gesandte auf die Aue, selbst wenn sie selbst keine Markmitglieder waren. Die Versammlung wurde in der Frühphase morgens, später mittags eröffnet. Die Märker stellten sich nach Dörfern geordnet im Kreis auf und der Markschreier stellte die Vollzähligkeit fest. Bei den folgenden Wahlen gaben zunächst die beiden amtierenden Märkermeister ihr Amt an den Waldboten zurück, der allerdings meist durch einen bevollmächtigten Amtmann vertreten wurde. Dann wurden die beiden neuen Märkermeister gewählt. Das genaue Wahlverfahren ist unklar, vor allem, ob die Märker einzeln oder nach Dörfern zusammen wählten. Im 16. Jahrhundert erhielten die Schultheiße das Stimmrecht für ihre jeweiligen Dörfer. Nach der Wahl bestätigte der Waldbote die Märkermeister und nahm deren Amtseid entgegen. Bis zum Ende des 16. Jahrhunderts war der Waldbote nicht befugt, die Bestätigung zu verweigern. Zunächst wurden vor allem ansässige Ritter zu Märkermeistern gewählt. Nur wenn diese nicht vorhanden oder bereit waren, sollten Priester oder Landleute das Amt übernehmen. Erst ab der Mitte des 16. Jahrhunderts traten häufiger bürgerliche Märkermeister auf, da die Adeligen ihr Amt vernachlässigten. In der Endphase der Hohen Mark ab dem 18. Jahrhundert dominierten die Vertreter der „Hauptorte“ Oberursel, Homburg, Praunheim, Bonames und Reifenberg die Versammlung und legten die Entscheidungen meist schon in vorherigen Gesprächen fest. Nach den Märkermeistern wurden die Förster gewählt. Die Märkermeister schlugen neue Förster vor oder die Verlängerung der Amtszeit der bisherigen. Nach der Wahl vereidigten die Märkermeister die Förster.
Neben der Wahl fasste das Märkerding auch Beschlüsse über Waldnutzung und über die Höhe von Bußen wegen Vergehen gegen die Markordnung. Die Versammlung legte diese souverän fest; eine Bestätigung durch den Waldboten war nicht nötig. Im 17. Jahrhundert gingen diese Entscheidungen an die Bevollmächtigten und Schultheiße der Hauptorte der Mark über.
Bei den Weisungen handelte es sich um Bestätigungsrituale für mündlich überlieferte Rechtstraditionen. Dabei berieten die freien und unfreien Bauern zusammen mit zwei Vertretern der übrigen Märker über die überlieferte Rechtsordnung der Mark. Allerdings wurden dabei nicht immer alle Rechte dargelegt. Bei speziellen Fragen konnte es Schwierigkeiten geben, weil nicht mehr viele Wissende für die jeweilige spezielle Regelung lebten. Im 16. Jahrhundert wurden die Weistümer durch landesherrliche Holz-, Wald-, Mark- und Forstordnungen ersetzt.
Bei Märkerdingen wurden auch Anklagen wegen Frevel in der Waldnutzung oder gegen baupolizeilichen Vorschriften verlesen.  Wenn die Zeit reichte, kam es auch zu Verhandlungen, andernfalls erfolgten diese zwei Wochen später beim Theidungs- und Bußsatztag.
Ein Gelage schloss das Märkerding ab.

### Theidungs- und Bußsatztag
Märkermeister, Markschreier und Schultheißen der fünf Hauptflecken traten zwei Wochen nach dem Märkerding im Homburger Rathaus zusammen, verhandelten über Vorwürfe sowie Einwände der Beschuldigten und legten Strafen fest. Diese Zusammenkunft dauerte meist vier bis fünf Tage. Der Theidungstag dürfte ursprünglich nicht zur Struktur der Hohen Mark gehört haben, sondern erst mit zunehmender Bevölkerungsdichte eingeführt worden sein. Ab der Mitte des 15. Jahrhunderts ist er nachgewiesen. In den folgenden Jahrhunderten wuchs seine Bedeutung im Vergleich zum Märkerding.

## Markbeamte

### Märkermeister
Es gab jeweils zwei Märkermeister. Ihre Aufgaben umfassten die Vorbereitung des Märkerdings (Förstervorschlag, Beschlussvorlagen), die Leitung der Grenzbegehungen, Waldschutz (gegen Waldbrände, Festlegen von Sperrzeiten und -gebieten), Baupolizeiaufgaben (Anweisen zur Ausbesserung, Zuweisen von Bauholz), das Rügen von Freveln bei Märkerding, Teilnahme an Theidungstag, Eintreiben von Bußen und Pfändung sowie die Rechnungsführung (Bußen, Gebühren, Holzverkauf). Besoldet wurden sie dadurch, dass sie bestimmte Gebühren einbehalten und eine größere Zahl von Schweinen mästen durften als andere.

### Förster
Die genaue Zahl der Förster ist unbekannt. Im 18. Jahrhundert gab es vier Haupt- und mehrere Nebenförster. Sie unterstützten die Märkermeister. Als Entlohnung bekamen sie zusammen von jedem Märker zwei Laib Brot sowie eine Meste Korn und durften die „Försterwiese“ am Feldberg nutzen.

### Markschreier
Der Markschreier wurde von Waldboten ernannt. Er hatte ursprünglich nur die Ausrufungspflicht auf dem Märkerding. Im 16. Jahrhundert bekam er die Aufsicht über die Förster. Von jedem Märker erhielt er ein Laib Brot.

### Markschreiber
Meist erhielt der Homburger Stadtschreiber das Amt des Markschreibers, später zusätzlich oft der Schreiber aus Oberursel. Der Markschreiber protokollierte bei Mäkerding und Ausschusstagen.

### Waldbote

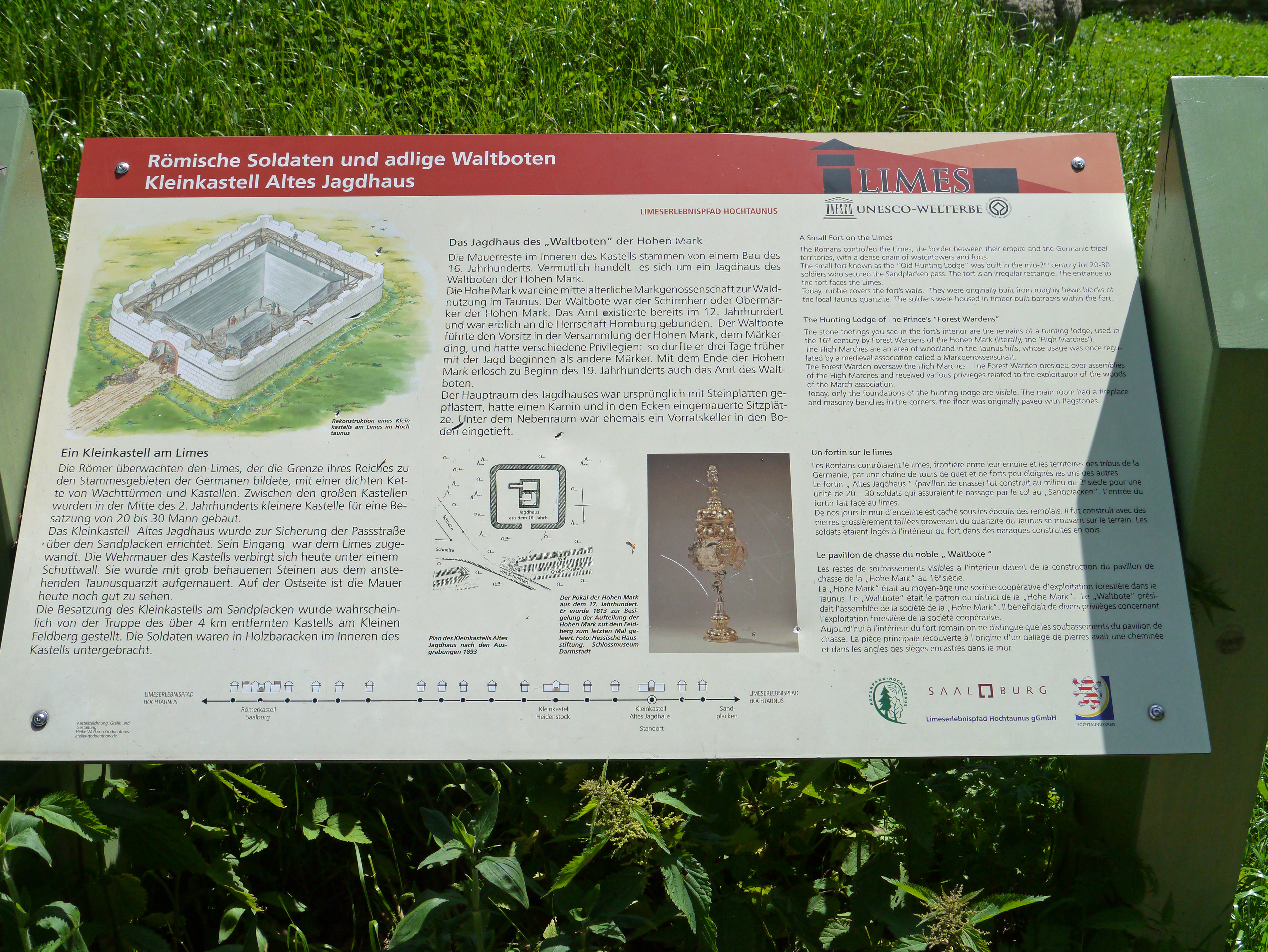
Infotafel zu den Mauerresten des „Jagdhauses der Waltboten der Hohen Mark“

Der Waldbote vertrat die Landesherren, die der Mark angehörten. Das Amt erhielt immer derjenige Grundherr, der das Schloss Homburg besaß. Das Amt wurde erstmals 1192 erwähnt. Es war erblich und fest an das Schloss gebunden. Dadurch war es bis Ende des 15. Jahrhunderts meist in der Hand der Herren von Eppstein. Im 16. Jahrhundert wechselte es häufig die Besitzer. 1622 gelangte es an Hessen-Homburg. 1806 erlosch das Amt mit dem Reichsdeputationshauptschluss. Das „Jagdhaus des Waltboten der Hohe Mark“ wurde im 16. Jahrhundert in einem ehemaligen Römerkastell errichtet.
Der Waldbote führte den Vorsitz im Märkerding, was seit dem 15. Jahrhundert meist durch einen Vertreter wahrgenommen wurde. Er hatte die Befugnis, außerordentliche Märkerdinge einzuberufen und ernannte den Marktschreier. Er durfte Waldfrevel von Nicht-Angehörigen der Mark willkürlich strafen und die Hälfte der Strafsumme einbehalten. Seit dem 15. Jahrhundert durfte er drei Tage früher mit der Jagd beginnen als andere Märker und erhielt die Gerichtshoheit über im Markwald ergriffene Verbrecher, über die er in Homburg Gericht sitzen durfte. Darüber hinaus besaß er keine Befehlsgewalt in Märkerangelegenheiten und musste die Wahlen in Märkerding akzeptieren. Ab dem 16. Jahrhundert versuchten die Waldboten ihre Landeshoheit in der Mark auszubauen, stießen dabei aber auf Widerstand der Märker.

## Waldnutzung
Das Nutzungsrecht war für alle Markmitglieder unabhängig von Stand oder Besitz gleich. Das galt auch für die Abgaben wie Förster- und Schreierlohn oder außergewöhnliche Ausgaben. Die Mark galt als Allmende aller Markberechtigten. Ursprünglich durfte jeder Märker soviel Bauholz für Reparaturen und Neubau aus dem Wald beziehen, wie er für die eigenen Gebäude brauchte. Ab dem 16. Jahrhundert gab es Einschränkung wegen zu geringer für den Bau brauchbarer Bestände. Ab diesem Zeitpunkt durfte zu bestimmten Sperrzeiten kein Bauholz geschlagen oder nur für Reparaturen Holz verwendet werden. In dieser Regelung lag die Zuständigkeit des Märkermeisters für das Bauwesen in den Gemeinden begründet. Bauholz für öffentliche Gebäude wurde grundsätzlich aus dem Markwald zur Verfügung gestellt.
Brennholz durfte an zwei Tagen in der Woche gehauen werden. Jeder Märker durfte nur mit einem Wagen in den Wald fahren, Märker ohne Gespann durften Fuhrwerke der Fuhrleute aus dem Gebiet der Mark benutzen. Der Verkauf von Brennholz oder die Ausfuhr aus Mark heraus war verboten.
Zur Regelung der Eichelmast wurde, sobald die Bäume genug trugen, ein spezielles Märkerding einberufen. Es entschied, wie viele Schweine jeder eintreiben durfte. Das Eintriebsrecht konnte auch an andere Märker verkauft werden. Die Schweine wurden in Herden von Hirten bewacht.
Die Weideplätze im Markwald durften von Rindern und Pferden sämtlicher Märker benutzt werden. Das Weiderecht wurde aber nur von dem Wald nahe gelegenen Dörfern wahrgenommen.
Für die Jagd verkündet der Waldbote das Ende der Schonzeit. Ab diesem Zeitpunkt durften alle Märker ohne Einschränkung jagen. Der Waldbote erhielt zusätzliche Vollmachten (Wildfolge, früherer Jagdbeginn) und riss am Ende des 16. Jahrhunderts nach Auseinandersetzungen vor allem mit den adligen Märkern das Jagdrecht vollständig an sich.
Ursprünglich durften alle Märker in den Waldbächen Fischerei betreiben. Bis ins 18. Jahrhundert setzte sich der Waldbote auch hier durch. An der Nidda gab es unterschiedliche Regelungen, da der Fluss auch zu anderen Grundherrschaften gehörte.
Holz für Arbeitsgeräte und für Holzkohle und Schmiedefeuer durfte unentgeltlich aus dem Wald geholt werden. Allerdings bestanden Mengenbegrenzungen und die Pflicht, eine Erlaubnis beim Märkermeister einzuholen. Im 16. Jahrhundert kam es mit dem Ausbau von Schmiedebetrieben zu zunehmenden Waldschäden durch dieses Recht.

## Markfrevel und Bußen
Bei Vergehen gegen die Mark wurde zwischen den Angehörigen der Gemeinschaft, den so genannten „Innmärkern“, und Außenstehenden, den „Ausmärkern“, unterschieden. Inmärker wurden für den Holzeinschlag in Hegewäldern (sollen nur zur Mast und für Bauholz genutzt werden, um Aufwuchs zu schonen), das Fällen von Eichen für Pfähle, das Fällen von Bäumen für Holzkohle, die Überschreitung von Mastrechten und das Bringen von Holz aus dem Marktgebiet heraus mit Geldstrafen belegt. Die Verweigerung der Hilfe beim Löschen von Waldbränden führte zur Verstoßung aus Mark, die Brandstiftung im Wald zum dreimaligen Werfen ins Feuer. Das Schälen eines Baums wurde dadurch bestraft, dass dem Täter der Darm aus dem Leib gezogen und um den Baum gewickelt wurde. Allerdings gibt es keinen Nachweis dafür, dass diese Strafe jemals vollstreckt wurde. Ausmärkern, die bei der Ausfuhr von Holz ertappt wurden, wurde das Fuhrwerk abgenommen und sie wurden an den Waldboten ausgeliefert. Dieser legte weitere Strafen fest, durfte den Gefangenen aber nicht lähmen oder töten lassen. Im 16. Jahrhundert erfolgte die Umwandlung in reine Geldstrafe. Fremdes Vieh auf Markweiden wurde teilweise einbehalten und nach Homburg getrieben.
Bußen wurden am Theidungstag bezahlt. Bei Zahlungsunfähigkeit kam es zu Pfändung durch die Märkermeister. Bei Verweigerung des Pfands musste die jeweilige Gemeinde es stellen oder sie wurde aus der Mark ausgeschlossen. Bußen wurden zwischen Markbeamten, Waldbote und Gesamtheit der Märker geteilt.

## Auflösung der Hohen Mark
Im 16. Jahrhundert nahmen sich die Waldboten immer mehr Rechte heraus und verstießen gegen die Ordnung vor allem bei Jagd und Holzeinschlag. Sie verweigerten anderen Märkern ihre Nutzungsrechte und drängten die Befugnisse des Märkerdings zurück. Der Wald wurde zunehmend abgeholzt. Erste Teilungsverhandlungen gab es 1777. Am 23. September 1813 wurde die Hohe Mark dann zwischen dem Großherzogtum Frankfurt, dem Großherzogtum Hessen und dem Herzogtum Nassau geteilt. Das letzte Märkerding tagte 1809.
Insgesamt zeigt sich an der Entwicklung der Mark die zunehmende Dominanz des Adels gegenüber der Landbevölkerung sowie der Machtzuwachs der Landesherren gegenüber allen anderen Markmitgliedern.

## Heute

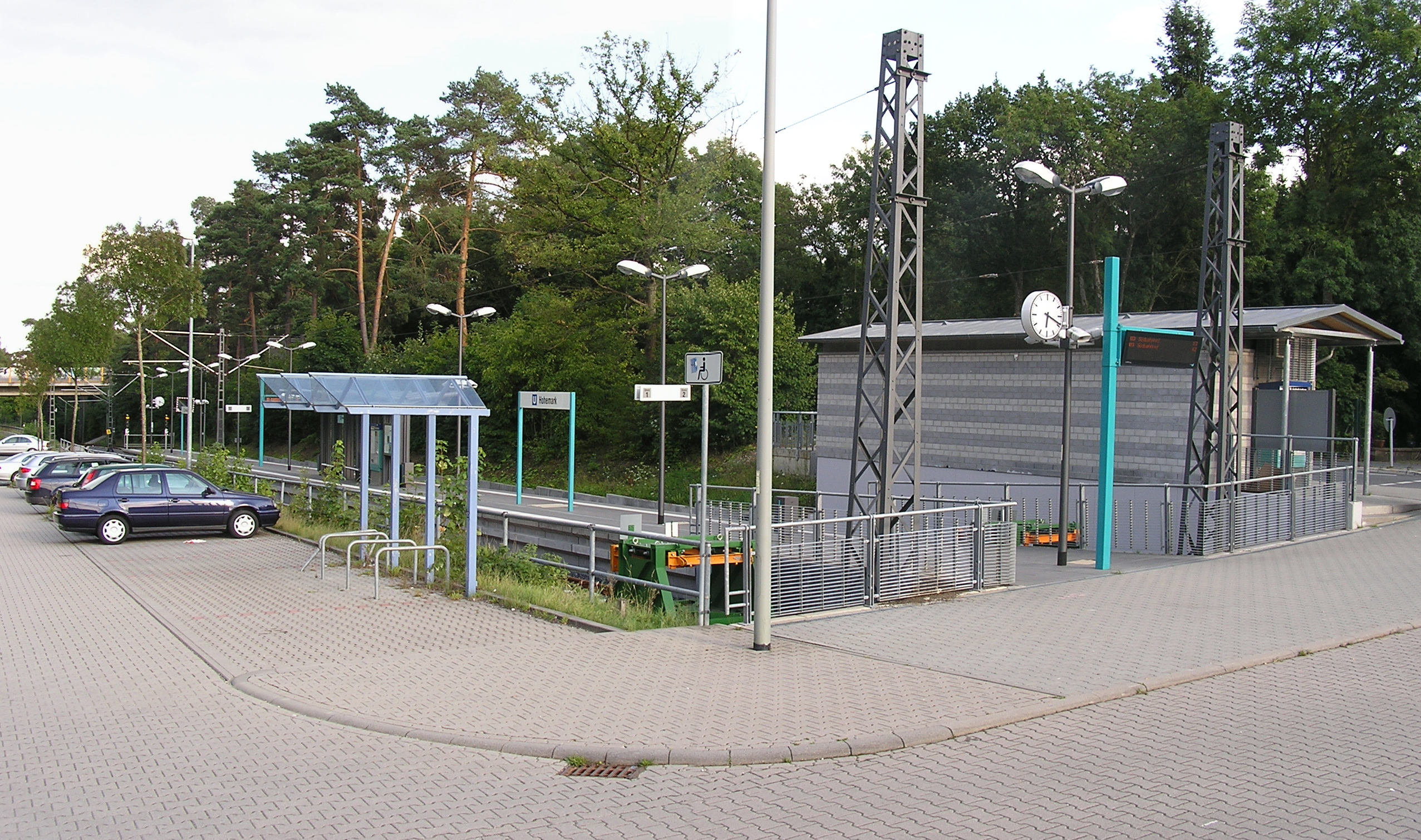
U-Bahn-Endstation Hohemark in Oberursel

Der Name ist für die Region rund um die Endstation der U3 in Oberursel erhalten geblieben; meist in der Form Hohemark. So findet sich hier neben der U-Bahn-Endstation Oberursel-Hohemark die parallel zur U-Bahn verlaufende Hohemarkstraße (L3004).
Auch in weiteren lokalen Einrichtungen wie der Klinik Hohe Mark ist der Name erhalten.